# Blarininis
Els blarininis (Blarinini) són una tribu de musaranyes de la subfamília dels soricins. La tribu conté quatre gèneres, dels quals només Blarina i Cryptotis encara existeixen avui en dia. Dels gèneres extints, Mafia visqué a Turquia i Polònia durant el Pliocè i Sulimskia visqué a Polònia durant el mateix període.